# Veltlinbahn
| Abzweig geradeaus und von links           |        | von Bergamo und von Como        | von Bergamo und von Como        |
| Bahnhof                                   | 0,000  | Lecco                           | 214 m s.l.m.                    |
| Tunnel                                    |        | Cimitero (68 m)                 | Cimitero (68 m)                 |
| Tunnel                                    |        | Santo Stefano (826 m)           | Santo Stefano (826 m)           |
| Tunnel                                    |        | Crostone/Valle Rialba (1109 m)  | Crostone/Valle Rialba (1109 m)  |
| Tunnel                                    |        | San Martino (557 m)             | San Martino (557 m)             |
| Bahnhof                                   | 6,988  | Abbadia Lariana                 | 214 m s.l.m.                    |
| Tunnel                                    |        | Mandello (ca. 350 m)            | Mandello (ca. 350 m)            |
| Bahnhof                                   | 9,441  | Mandello del Lario              | 214 m s.l.m.                    |
| Tunnel                                    |        | Cappelletta (82 m)              | Cappelletta (82 m)              |
| Haltepunkt / Haltestelle                  | 12,294 | Olcio                           | 221 m s.l.m.                    |
| Tunnel                                    |        | Olcio (1067 m)                  | Olcio (1067 m)                  |
| Bahnhof                                   | 15,121 | Lierna                          | 224 m s.l.m.                    |
| Tunnel                                    |        | Vidrignano                      | Vidrignano                      |
| Tunnel                                    |        | Vidrignanino                    | Vidrignanino                    |
| Haltepunkt / Haltestelle                  | 19,644 | Fiumelatte                      | 231 m s.l.m.                    |
| Tunnel                                    |        | Fiumelatte                      | Fiumelatte                      |
| Tunnel                                    |        | Cimitero (48 m)                 | Cimitero (48 m)                 |
| Tunnel                                    |        | Varenna (600 m)                 | Varenna (600 m)                 |
| Bahnhof                                   | 21,589 | Varenna-Esino-Perledo           | 218 m s.l.m.                    |
| Tunnel                                    |        | Morcate (1263 m)                | Morcate (1263 m)                |
| Tunnel                                    |        | S. Leonardo (60 m)              | S. Leonardo (60 m)              |
| Tunnel                                    |        | Biosio (900 m)                  | Biosio (900 m)                  |
| ehemaliger Haltepunkt / Haltestelle       | 23,518 | Regoledo bis 2014               | 214 m s.l.m.                    |
| Bahnhof                                   | 24,847 | Bellano-Tartavalle Terme        | 206 m s.l.m.                    |
| Tunnel                                    |        | Ziliano                         | Ziliano                         |
| Tunnel                                    |        | Molini d’oro                    | Molini d’oro                    |
| Tunnel                                    |        | Dervio (1305 m)                 | Dervio (1305 m)                 |
| Bahnhof                                   | 29,491 | Dervio                          | 211 m s.l.m.                    |
| Tunnel                                    |        | Chiari (73 m)                   | Chiari (73 m)                   |
| Tunnel                                    |        |                                 |                                 |
| Tunnel                                    |        | Corenno (604 m)                 | Corenno (604 m)                 |
| Haltepunkt / Haltestelle, ehemals Bahnhof | 32,600 | Dorio                           | 210 m s.l.m.                    |
| Tunnel                                    |        | Garavina (1157 m)               | Garavina (1157 m)               |
| Tunnel                                    |        | Strada Nazionale (107 m)        | Strada Nazionale (107 m)        |
| Tunnel                                    |        | Piona (1343 m)                  | Piona (1343 m)                  |
| Bahnhof                                   | 36,538 | Piona                           | 213 m s.l.m.                    |
| Bahnhof                                   | 38,979 | Colico                          | 211 m s.l.m.                    |
| Abzweig geradeaus und nach links          |        | nach Sondrio und nach Chiavenna | nach Sondrio und nach Chiavenna |

| Strecke                                   |        | von Lecco               | von Lecco               |
| Bahnhof                                   | 0,033  | Colico                  | 211 m s.l.m.            |
| Abzweig geradeaus und nach links          |        | nach Chiavenna          | nach Chiavenna          |
| Haltepunkt / Haltestelle, ehemals Bahnhof | 6,979  | Delebio                 | 211 m s.l.m.            |
| ehemaliger Haltepunkt / Haltestelle       |        | Rogolo bis 2014         | 208 m s.l.m.            |
| Haltepunkt / Haltestelle, ehemals Bahnhof | 12,007 | Cosio-Traona            | 215 m s.l.m.            |
| Bahnhof                                   | 15,428 | Morbegno                | 247 m s.l.m.            |
| Haltepunkt / Haltestelle                  | 18,046 | Talamona                | 237 m s.l.m.            |
| Brücke über Wasserlauf                    |        | Adda                    | Adda                    |
| Tunnel                                    |        | Colmo di Dazio (1395 m) | Colmo di Dazio (1395 m) |
| Haltepunkt / Haltestelle, ehemals Bahnhof | 22,975 | Ardenno-Masino          | 265 m s.l.m.            |
| Haltepunkt / Haltestelle, ehemals Bahnhof | 30,001 | San Pietro Berbenno     | 271 m s.l.m.            |
| Haltepunkt / Haltestelle, ehemals Bahnhof | 35,525 | Castione Andevenno      | 278 m s.l.m.            |
| Bahnhof                                   | 40,498 | Sondrio                 | 297 m s.l.m.            |
| Strecke                                   |        | nach Tirano             | nach Tirano             |

| Strecke                                                                       |        | von Lecco                                                      | von Lecco             |
| Bahnhof                                                                       | 0,033  | Colico                                                         | 211 m s.l.m.          |
| Abzweig geradeaus und nach rechts                                             |        | nach Sondrio                                                   | nach Sondrio          |
| Brücke über Wasserlauf                                                        |        | Adda                                                           | Adda                  |
| Bahnhof                                                                       | 6,367  | Dubino                                                         | 203 m s.l.m.          |
| Tunnel                                                                        |        |                                                                |                       |
| Haltepunkt / Haltestelle                                                      | 10,418 | Verceia                                                        | 205 m s.l.m.          |
| Tunnel                                                                        |        | Campo                                                          | Campo                 |
| Bahnhof                                                                       | 12,628 | Novate Mezzola                                                 | 207 m s.l.m.          |
| Haltepunkt / Haltestelle, ehemals Bahnhof                                     | 16,660 | Samolaco                                                       | 207 m s.l.m.          |
| Haltepunkt / Haltestelle, ehemals Bahnhof                                     | 20,359 | San Cassiano Valchiavenna                                      | 227 m s.l.m.          |
| Abzweig geradeaus und ehemals nach links · Strecke von rechts (außer Betrieb) |        | ehem. Streckenverlauf                                          | ehem. Streckenverlauf |
| Tunnel · Strecke (außer Betrieb)                                              |        | Monica (1213 m)                                                | Monica (1213 m)       |
| Abzweig geradeaus und ehemals von links · Strecke nach rechts (außer Betrieb) |        |                                                                |                       |
| Haltepunkt / Haltestelle                                                      | 24,860 | Prata Camportaccio seit 1991                                   | 305 m s.l.m.          |
| Tunnel                                                                        |        |                                                                |                       |
| Brücke                                                                        |        |                                                                |                       |
| Kopfbahnhof Streckenende · Kopfbahnhof Streckenanfang (Strecke außer Betrieb) | 26,315 | Chiavenna                                                      | 330 m s.l.m.          |
|                                                                               |        |                                                                |                       |
|                                                                               |        | ehem. proj. Maloja-Bergeller-Bahn nach St. Moritz (Albulabahn) |                       |
|                                                                               |        |                                                                |                       |

Die Veltlinbahn, gelegentlich auch Valtellinabahn, italienisch Ferrovia della Valtellina, ist eine Bahnstrecke durch das Veltlin in der Lombardei. Zur Veltlinbahn gehören die Teilstrecken jeweils von Colico nach Lecco entlang des Ostufers des Comer Sees, nach Sondrio und nach Chiavenna.
Die Strecken wurden nach dem Baccarini-Gesetz gebaut und zunächst von der Rete Adriatica (RA) betrieben.

## Streckeneröffnungen
| Strecke          | Fertigstellung    |
| ---------------- | ----------------- |
| Colico–Sondrio   | 16. Juni 1885     |
| Colico–Chiavenna | 9. September 1886 |
| Lecco–Bellano    | 1. Juli 1892      |
| Bellano–Colico   | 1. August 1894    |

## Vernetzung
Bei der Eröffnung der ersten beiden Strecken war die Veltlinbahn ein isoliertes Netz und selbst verkehrsmäßig nur per Schiff über den Comer See erreichbar. Mit dem Bau der Strecke Lecco–Colico 1894 wurde sie mit der bereits 1888 gebauten Bahnstrecke Como–Lecco und damit mit dem Restnetz der Rete Adriatica bzw. Italiens verbunden.
Heute verkehren auf der Strecke Regionalzüge Calolziocorte–Lecco–Colico–Sondrio sowie Regionalexpress-Züge Mailand–Tirano.

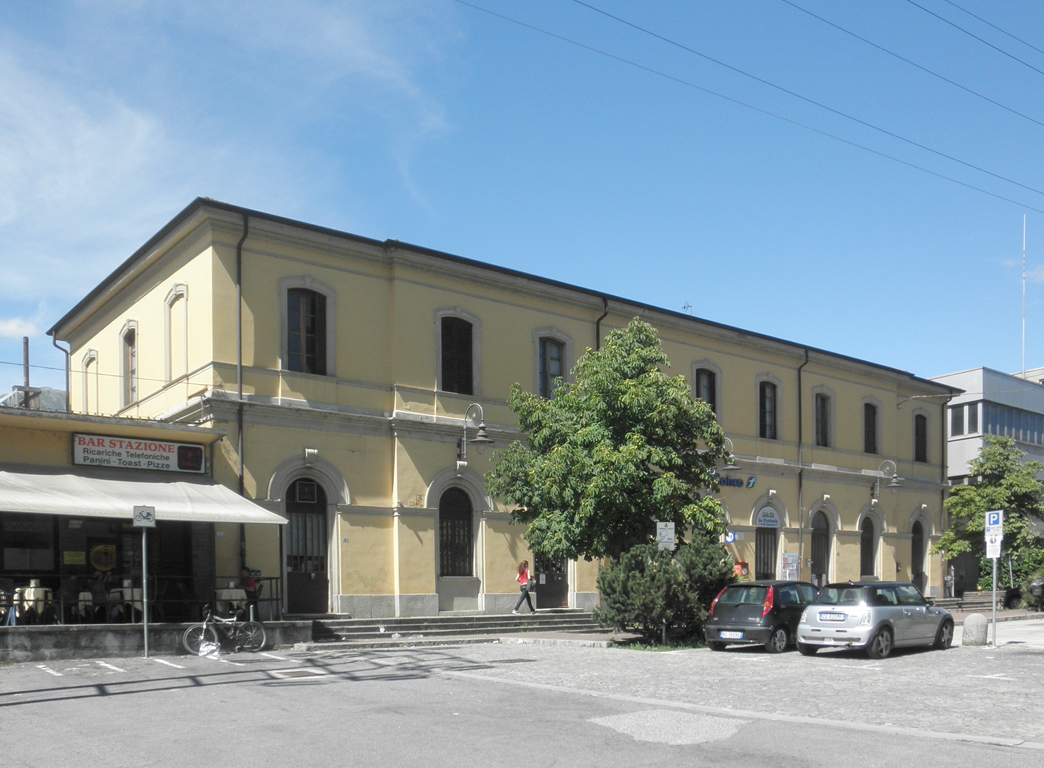
Bahnstation Colico
Bahnstation Chiavenna
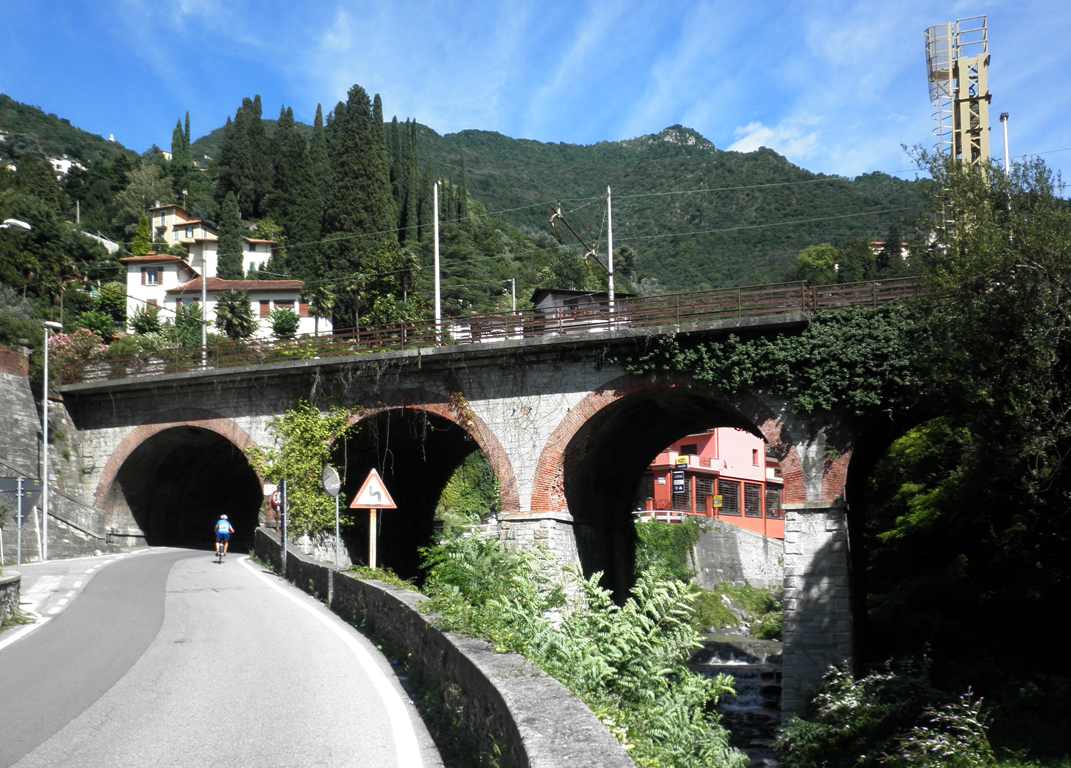
Brücke bei Varenna

## Elektrifizierung
1902 wurden der Strecken der Veltlinbahn  als erste Hauptbahnlinie der Welt sowie über die damals längste Strecke mit Hochspannungs-Dreiphasenwechselstrom elektrifiziert. Die gesamte elektrische Ausrüstung vom Kraftwerk bis zu den elektrischen Triebfahrzeugen wurde von der ungarischen Firma Ganz gestellt.
Als elektrische Triebfahrzeuge wurden dazu von Ganz sowohl Triebwagen (RA 30 und 32) als auch Lokomotiven (RA 341–342 und  RA 361–363) mitgeliefert.
1914 erfolgte eine Fortführung der Elektrifizierung der Veltlinbahn noch bis Monza, desgleichen 1932 auf der von der Ferrovia Alta Valtellina (FAV) betriebenen, 26 km langen Strecke Sondrio – Tirano. Ansonsten blieb der elektrische Drehstrom-Betrieb auf der Veltlin-Bahn und der FAV ein Inselnetz, obwohl von 1914 bis 1932 weitaus umfangreichere Netze in Norditalien mit dem gleichen 3000-Volt-Drehstromsystem sowie dem entsprechenden Triebfahrzeugpark ausgestattet wurden.

## Fahrzeuge
Der Triebfahrzeugbestand der Veltlinbahn war gegliedert in zehn Triebwagen und neun Elektrolokomotiven dreier verschiedener Bauarten.
Die vierachsigen Triebwagen hatten vier direkt gekuppelte Dreiphasenmotoren, von denen zwei als Primärmotoren für 3000 Volt Spannung und zwei als Niederspannungsmotoren ausgeführt sind. Letztere werden nur bei Reihenschaltung aller Motoren verwendet. Die Leistung eines Triebwagens betrug  386 kW (500 PS) und das Gewicht der elektrischen Ausrüstung 21,5 Tonnen.
Die Lokomotiven erster Lieferung hatten jeweils vier direkt gekuppelte Dreiphasenmotoren von je 165 kW (225 PS), insgesamt also 660 kW Leistung, die eine Geschwindigkeit von 32 km/h ermöglichten. Das Gewicht der gesamten elektrischen Ausrüstung betrug jeweils 26 Tonnen.
Die Lokomotiven wurden vorwiegend für den Güterverkehr benutzt, der Personenverkehr wurde mit den neun Triebwagen bewältigt.

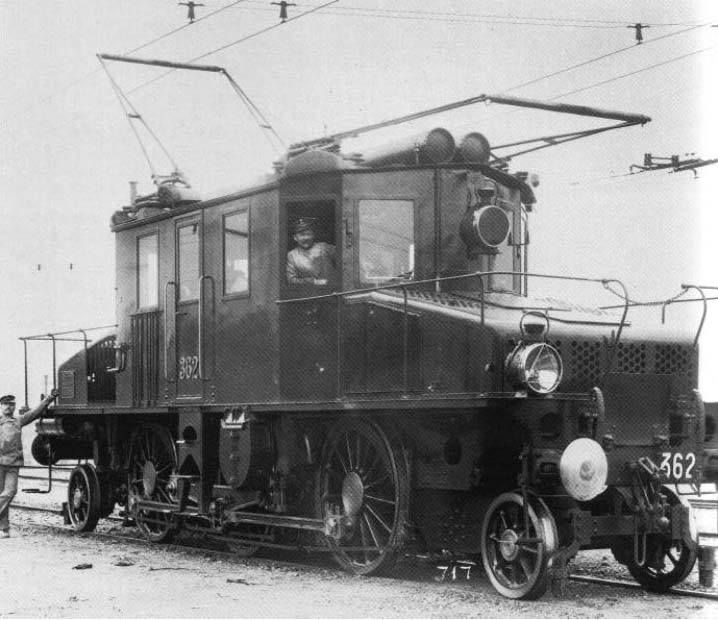
Drehstromlok RA 362 von 1902 für die Veltlinbahn
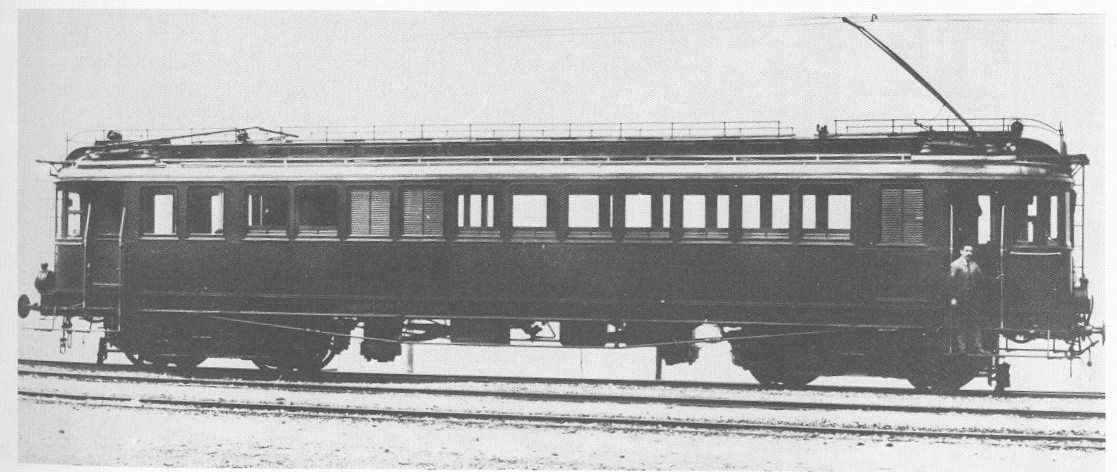
Elektrotriebwagen E1 von 1902

Die Stromabnehmer der Triebfahrzeuge waren eine Kombination von Rollensystem und Bügeln. Das Rollensystem bestand aus zwei Kupferzylindern von je 65 cm Länge und 8 cm Durchmesser, die sich in isolierten Kugellagern auf einer Holzrolle drehten. Die Holzrolle wiederum wird von zwei jeweils seitlichen Tragrohren getragen, mit denen sie eine Bügelkonstruktion bildet. Diese wird mit Druckluft gegen die Stromleitung gehoben bzw. davon abgesenkt. Der Strom aus der Leitung wird von ringförmigen Kohlenkontakten den die Rolle tragenden Röhren zugeführt.